# Beckertanne von Darmstadt mit angrenzender Fläche
Beckertanne von Darmstadt mit angrenzender Fläche este o arie protejată (arie specială de conservare — SAC, sit de importanță comunitară — SCI) din Germania întinsă pe o suprafață de 74,62 ha, integral pe uscat.

## Localizare
Centrul sitului Beckertanne von Darmstadt mit angrenzender Fläche este situat la coordonatele 49°50′41″N 8°35′25″E / 49.8447°N 8.5903°E.

## Înființare
Situl Beckertanne von Darmstadt mit angrenzender Fläche a fost declarat sit de importanță comunitară în iunie 2000 pentru a proteja 1 specie de plante și 4 specii de animale. Situl a fost protejat și ca arie specială de conservare în martie 2008.

## Biodiversitate
Situată în ecoregiunea continentală, aria protejată conține 5 habitate naturale: Vegetație psamofilă uscată cu pășuni deschise de Corynephorus și Agrostis, Pajiști calcaroase din nisipuri xerice, Pajiști uscate seminaturale și facies de acoperire cu tufișuri pe substraturi calcaroase (Festuco-Brometalia) (* situri importante pentru orhidee), Pajiști stepice subpanonice, Păduri de pin din stepa sarmatică.
La baza desemnării sitului se află mai multe specii protejate:
- plante (1): Jurinea cyanoides
- păsări (3): fâsă-de-câmp (Anthus campestris), sfrâncioc roșiatic (Lanius collurio), ciocârlie de pădure (Lullula arborea)
- nevertebrate (1): Euplagia quadripunctaria

Pe lângă speciile protejate, pe teritoriul sitului au mai fost identificate 24 de specii de plante, 11 specii de nevertebrate, 1 specie de reptile.